# Albert Clement (Kaufmann)
Albert Clement (* 12. April 1849 in Rostock; † 13. Januar 1928 ebenda) war ein deutscher Kaufmann und 1907 bis 1919 Bürgermeister der Hansestadt Rostock.
Albert Clement war Sohn eines Kaufmanns. Nach dem Besuch der Großen Stadtschule erlernte er ebenfalls den Kaufmannsberuf und übernahm das Geschäft seines Vaters. Er war Getreide- und Samengroßhändler und Besitzer einer Düngerfabrik. 1893 wurde Clement zum Senator gewählt und 1907 zum Bürgermeister. In seiner Amtszeit bis 1919 beschäftigte er sich intensiv mit der Verbesserung des öffentlichen Gesundheitswesens in Rostock. 
Seit 1898 bekleidete er das Amt des Vorsitzenden des Mecklenburgischen Handelsvereins und wurde am 21. April 1903 der erste Präsident der neu gegründeten Mecklenburgischen Handelskammer. Dieses Amt führte er bis 1923. 